# Miloš Krasić
Miloš Krasić (Servisch: Милош Красић) (Kosovska Mitrovica, 1 november 1984) is een Servisch betaald voetballer die bij voorkeur als aanvallende middenvelder speelt. Hij tekende in augustus 2010 een vierjarig contract bij Juventus FC, dat hem kocht van CSKA Moskou. In 2006 debuteerde hij in het Servisch voetbalelftal, waarvoor hij meer dan veertig interlands speelde. In augustus 2012 tekende hij een vierjarig contract bij de Turkse topclub Fenerbahce. Tijdens het seizoen 2013/14 wordt hij uitgeleend aan het Franse SC Bastia.

## Clubcarrière
Krasić begon met voetballen bij FK Rudar Kosovska Mitrovica in zijn geboorteplaats. In 1999 werd hij ontdekt door profclub Vojvodina en op veertienjarige leeftijd opgenomen in de jeugdopleiding van de club. In de volgende vijf seizoenen ontwikkelde hij zich tot basisspeler en vervolgens aanvoerder van zijn team.
In januari 2004 vertrok Krasić naar CSKA Moskou. Tijdens zijn eerste seizoen bij deze club won hij de UEFA Cup en de volgende twee seizoenen werd de club landskampioen van Rusland. Verder won Krasić viermaal de Russische voetbalbeker met CSKA en drie keer de Russische supercup.

## Interlandcarrière
Krasić begon zijn interlandloopbaan bij Servië onder 21, waarmee hij twee keer een Europees Kampioenschap onder 21 en een Olympisch toernooi speelde. Op het EK 2004 onder 21 was zijn team verliezend finalist, maar speelde Krasić zelf geen enkele wedstrijd. Vlak daarna deed hij met een nationale selectie mee aan de Olympische Zomerspelen 2004 en twee jaar later aan het EK 2006 onder 21, waar Servië de halve finale haalde.
In 2006 werd Krasić voor het eerst opgeroepen voor het Servisch nationale team, dat destijds onder leiding stond van de Spaanse bondscoach Javier Clemente. Op 15 november van dat jaar maakte hij zijn debuut tijdens een vriendschappelijke interland tegen Noorwegen (1-1), net als Duško Tošić (FC Sochaux-Montbéliard) en Boško Janković (RCD Mallorca). Hij viel in die wedstrijd na 45 minuten in voor aanvoerder Dejan Stanković. Krasić maakte zijn eerste doelpunten voor Servië tegen Litouwen en Oostenrijk.

## Statistieken

### Clubverband
| Seizoen | Club          | Wedstrijden | Doelpunten | Competitie   |
| ------- | ------------- | ----------- | ---------- | ------------ |
| 2001/02 | FK Vojvodina  | 25          | 1          | Superliga    |
| 2002/03 | FK Vojvodina  | 23          | 1          | Superliga    |
| 2003/04 | FK Vojvodina  | 27          | 4          | Superliga    |
| 2004    | CSKA Moskou   | 7           | 0          | Premjer-Liga |
| 2005    | CSKA Moskou   | 27          | 2          | Premjer-Liga |
| 2006    | CSKA Moskou   | 26          | 3          | Premjer-Liga |
| 2007    | CSKA Moskou   | 22          | 3          | Premjer-Liga |
| 2008    | CSKA Moskou   | 28          | 6          | Premjer-Liga |
| 2009    | CSKA Moskou   | 26          | 9          | Premjer-Liga |
| 2010    | CSKA Moskou   | 10          | 2          | Premjer-Liga |
| 2010/11 | Juventus FC   | 32          | 7          | Serie A      |
| 2011/12 | Juventus FC   | 7           | 1          | Serie A      |
| 2012/13 | Fenerbahçe SK | 13          | 0          | Süper Lig    |
| 2013/14 | SC Bastia     | 18          | 2          | Ligue 1      |
| 2014/15 | Fenerbahçe SK | 0           | 0          | Süper Lig    |
| 2015/16 | Lechia Gdańsk | 0           | 0          | Ekstraklasa  |
|         | Totaal        | 291         | 41         |              |

## Erelijst
CSKA Moskou
- UEFA Cup: 2005
- Premjer-Liga: 2005, 2006
- Beker van Rusland: 2005, 2006, 2008, 2009
- Russische Supercup: 2006, 2007, 2009